# Španělská Armada
Španělská Armada (španělsky Grande y Felicísima Armada, známá jako Armada Invencible; Velká a nejšťastlivější Armada, Neporazitelná Armada) byla flota, kterou nechal postavit habsburský král Filip II. Španělský pro invazi do Anglie. Filipa podpořil papež Sixtus V., který invazi považoval za křížovou výpravu.

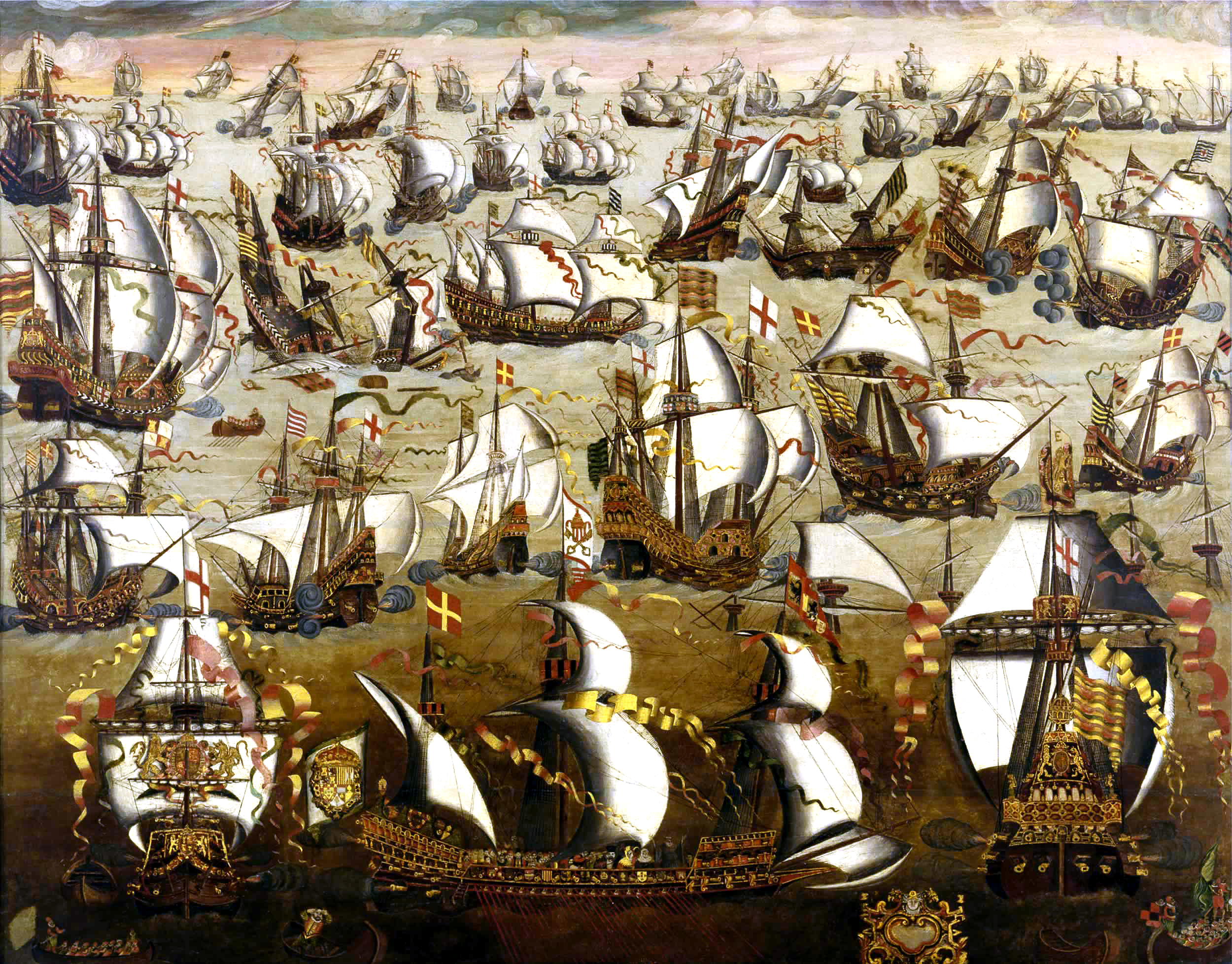
Španělská Armada

Armada čítala na 130 lodí všeho druhu, vyzbrojených 1 500 kusy mosazných a 1 000 železných děl, její posádky tvořilo na 8 000 námořníků a 18 000 vojáků. Flota byla složená z 28 původních válečných lodí: 20 galeon, 4 galér a 4 galeas; zbytek loďstva sestával hlavně z vyzbrojených karak, hulků a lehkých lodí. Vydržování Armady stálo ročně kolem 4 milionů dukátů, což byla asi polovina Filipových ročních důchodů.[zdroj?]

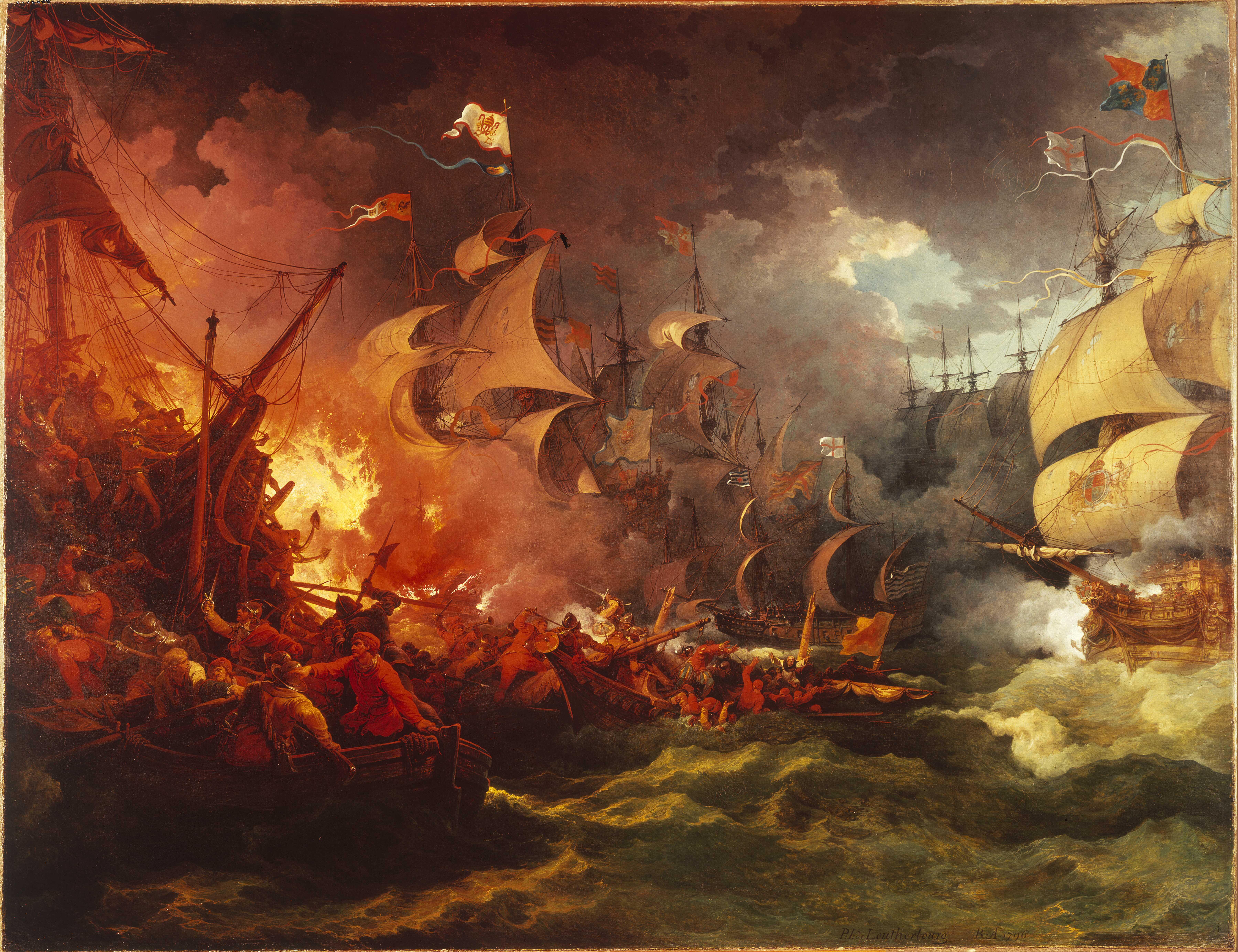
Zničení Armady roku 1588

28. května 1588 vyplula Armada pod vedením vévody de Medina-Sidonia z Lisabonu, když poslední loď opustila přístav až o dva dny později. Flota zamířila do kanálu La Manche, kde se měla spojit s armádou vévody Parmského, generála španělských vojsk v Nizozemí. Celé vojsko se pak mělo vylodit v Anglii.
Po prohrané bitvě u Gravelines byla Armada zahnána na sever a při návratu kolem skotských a irských břehů se setkala s řadou ničivých bouří. Do Španělska se vrátilo pouze 64 lodí a kolem 10 000 mužů.